# Octopus roosevelti
Octopus roosevelti är en bläckfiskart som beskrevs av Stuart 1941. Octopus roosevelti ingår i släktet Octopus och familjen Octopodidae. Inga underarter finns listade i Catalogue of Life.